# Mata Atlàntica

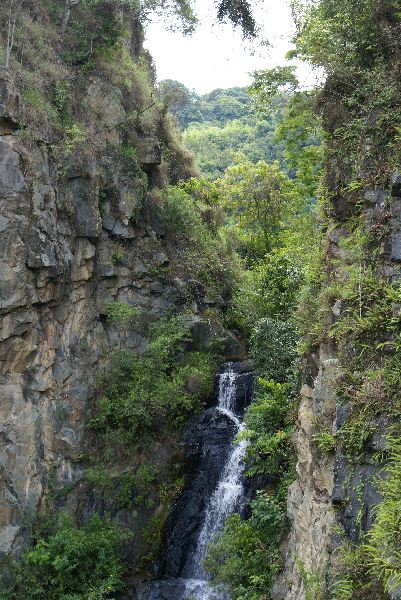
Una cascada prop de Curitiba.

La Mata Atlàntica és una formació vegetal sud-americana. Les selves atlàntiques presenten arbres amb fulles amples perennes. Hi ha gran diversitat d'epífites, com bromèlies i orquídies. No ha de ser confosa amb la Selva Amazònica o floresta amazònica, especialment al Brasil.
Va ser la segona major selva tropical en ocurrència i importància a Amèrica del Sud, principalment al Brasil. Acompanyava tota la línia del litoral brasiler del Rio Grande do Sul al Rio Grande do Norte (regions meridional i nord-est). En les regions sud i sud-est arribava fins a l'Argentina i Paraguai. Cobria importants trams de serres i escarpes de l'Altiplà Brasiler, i era contínua amb la selva amazònica. En funció de la desforestació, principalment a partir del segle xx, es troba avui extremadament reduïda, sent una de les selves tropicals més amenaçades del món. Malgrat reduïda a pocs fragments, en la seva majoria discontinus, com a la Serralada del Mar, la biodiversitat del seu ecosistema és una de les majors del planeta.
La mata atlàntica es troba protegida pel Patrimoni Mundial de la Humanitat tant la part del nord-est amb les Reserves de Selva Atlàntica a la Costa do Descobrimento com a la part del sud-est amb les Reserves de la Selva Atlàntica del Sud-est del Brasil.